# Tygrys i śnieg
Tygrys i śnieg – włoska tragikomedia z 2005 roku.

## Główne role
- Roberto Benigni - Attilio de Giovanni
- Jean Reno - Fuad
- Nicoletta Braschi - Vittoria
- Tom Waits - Tom Waits
- Emilia Fox - Nancy Browning
- Gianfranco Varetto - Avvocato Scuotilancia
- Giuseppe Battiston - Ermanno
- Lucia Poli - Pani Serao
- Chiara Pirri - Emilia
- Anna Pirri - Rosa
- Andrea Renzi - Doktor Guazzelli
- Abdelhafid Metalsi - Doktor Salman
- Amid Farid - Al Giumeil

## Fabuła
Atillo – włoski poeta – jest zakochany w Vittorii, niestety bez wzajemności. Nie zamierza się jednak poddać, a odrzucenie nie zraża go. Kiedy Vittoria zostaje wysłana na misję pokojową do Iraku, gdzie trwa wojna, poeta rusza za nią, mimo że nie zna arabskiego, nie trzymał w ręku karabinu, a wielbłądy widział tylko w zoo.